# استیون بوید
استیون بوید (انگلیسی: Stephen Boyd; ۴ ژوئیهٔ ۱۹۳۱ – ۲ ژوئن ۱۹۷۷) هنرپیشه اهل ایالات متحده آمریکا بود. وی بین سال‌های ۱۹۵۵ تا ۱۹۷۲ میلادی فعالیت می‌کرد.
از فیلم‌هایی که وی در آن نقش داشته‌است می‌توان به بن هور، هانی کولدر و سقوط امپراتوری روم اشاره کرد.

## مرگ
بوید در حالی که گلف بازی می کرد، بر اثر حمله قلبی شدید درگذشت.